# Benedikt Bachmeier
Benedikt Bachmeier est un homme politique allemand, né le 14 mai 1887 à Mitterhaarbach (Royaume de Bavière) et mort le 21 juin 1970 à Leoprechting (Bavière). Membre de la Fédération paysanne bavaroise (de) (BB), il siège à l'Assemblée nationale de Weimar puis au Reichstag jusqu'en 1928.

## Biographie
Bachmeier est scolarisé dans une Volksschule puis une Feiertagsschule jusqu'en 1903. En parallèle de sa formation professionnelle agricole, il étudie à l'école d'hiver agricole (de) de Pfarrkirchen en 1907–08 puis en 1911–12.
Le 24 février 1919, Bachmeier remplace le député démissionnaire Wilhelm Männer (de) à l'Assemblée nationale de Weimar. Il est ensuite membre du Reichstag jusqu'en 1928. Son père, également prénommé Benedikt (de), est membre du Reichstag de 1893 à 1907.
Bachmeier est de confession catholique.